# Colloredo
Colloredo är en österrikisk adelsätt från Friaul, känd sedan omkring 1300.
Linjer av ätten fick 1624 och 1724 tyskromersk grevevärdighet. En gren förlänades 1763 furstlig ställning.
Släkten lever vidare i Österrike, där den furstliga grenen sedan 1789 skriver sig Colloredo-Mansfeld. En gren finns i Italien under namnet Colloredo-Mels.
Bland ättens medlemmar märks:
- Rudolf von Colloredo (1585-1657), militär och guvernör
- Hieronymus Joseph von Colloredo-Mels (1732-1812), ärkebiskop i Salzburg och kejsar Josef II kyrkliga rådgivare.
- Joseph Frans Hieronymus Colloredo-Mansfeld (1813-1895) militär och politiker
- Hieronymus von Colloredo-Mansfeld (1842-1881), den föregåendes son, Österrikisk jordbruksminister.